# 라이언 매드슨
라이언 마이클 매드슨(Ryan Michael Madson, 1980년 8월 28일 ~ )은 미국의 프로 야구 선수로, 2003년부터 2011년까지 메이저 리그 베이스볼 팀인 필라델피아 필리스에서 활약하였고, 2018년에는 로스앤젤레스 다저스에서 뛰었다.